# Culicoides septemmaculatus
Culicoides septemmaculatus är en tvåvingeart som beskrevs av Maurice Emile Marie Goetghebuer 1935. Culicoides septemmaculatus ingår i släktet Culicoides och familjen svidknott.
Artens utbredningsområde är Kongo. Inga underarter finns listade i Catalogue of Life.